# Керол Двек
Керол Двек (англ. Carol S. Dweck, нар. 17 жовтня 1946) — професорка психології Стенфордського університету, теоретикиня психологічних особливостей ментальності (англ. mindset) інтелекту. 

## Життєпис
Керол Двек народилася в Нью-Йорку єдиною та була донькою з трьох дітей матері-рекламістки та батька, що працював в експорті-імпорті. Вона відмінно навчалася у школі: в шостому класі, за власними словами, вона могла сидіти в класі і думати: «це не дуже цікаво» або «я не згодна з цим», але нічого не говорила.
Учні шостого класу сиділи в порядку їхнього IQ. Двек рано зрозуміла, що її шкільне середовище винагороджує за високий показник IQ: учні з високим IQ могли витирати дошку, нести прапор, відносити записки в кабінет директора. В інтерв'ю 2015 року Двек пояснює: «З одного боку, я не вважала, що результат тесту є аж таким важливим; з іншого боку, кожен учень хоче домогтися успіху в тих рамках, які встановлені. Тому озираючись назад, я думаю, що героїзація IQ була ключовим моментом мого розвитку».
Пізніше, Керол одружилася з Девідом Голдманом, театральним режисером і критиком. Дітей не народжувала, проте двоє дорослих дітей чоловіка називають Двек «бабусею». Вона зазначає, що онуки мають гнучке мислення, і каже: «Їхні батьки добре над цим попрацювали!»

## Дослідницька діяльність
Керол Двек завжди цікавилася людьми і тим, чому вони роблять те, що роблять. Цей інтерес поглибився в коледжі: «Психологія поєднала чимало моїх інтересів: я любила науковий метод — піддавати свої ідеї випробуванням — і мені подобалася людська психологія».
Першу роботу після закінчення аспірантури отримала в університеті штату Іллінойс. Двек провела 11 років над науково-дослідними проектами і спостереженнями, чому люди по-різному реагують на невдачі, і що це означає для їхнього майбутнього успіху.
В інтерв'ю 2012 року дослідниця зазначає: «Я була вражена тим, як люди справляються з невдачею або перешкодами. Мені було цікаво, чому деякі студенти люблять виклики, а інші, хто, можливо, є не менш талановитим, ухиляються від викликів — не ризикують. Я просто хотіла це з'ясувати».
Керол Двек продовжує викладати як професор психології у Стенфорді, її дисципліни: психологія розвитку, теорії особистості та займатися незалежними дослідженнями.
У вересні 2017 року Керол Двек виграла найбільший приз в освітніх колах, 3,8 млн дол. США, на продовження дослідження здібності до навчання.

## Теорія ментальності інтелекту
Основне коло наукових інтересів Двек — мотивація, особистість і розвиток. Вона викладає курси з особистого та соціального розвитку, а також мотивації.
Ключовий внесок Керол Двек в соціальну психологію стосується імпліцитних теорій інтелекту, і він викладений у її роботі Mindset: The New Psychology of Success (2006)(в українському перекладі Налаштуйся на зміни. Нова психологія успіху. Згідно з Двек, людей можна розділити відповідно до їхніх неявних поглядів на те, звідки приходять можливості. Деякі вважають, що їхній успіх заснований на вродженій здатності; про них можна сказати, що вони мають «фіксовану» теорію інтелекту (фіксовану ментальність). Інші, які вважають, що їхній успіх заснований на важкій роботі, навчанні, професійній підготовці і завзятості, мають теорію «зростання», або ж «додаткову» теорію інтелекту (ментальність зростання). Люди можуть не завжди усвідомлювати власне мислення, але його можна розрізнити за їхньою поведінкою. Це особливо яскраво проявляється у реакції на невдачу. Люди з фіксованою ментальністю бояться провалу, тому що це негативне твердження про їхні основні здібності, у той час як особи з ментальністю зростання не зважають і не так бояться невдачі, бо розуміють, що свою продуктивність можна поліпшити і з невдачі отримується досвід. Ці два світогляди відіграють важливу роль у всіх аспектах людського життя. Двек стверджує, що ментальність зростання дозволить людині жити менш стресовим і більш успішним життям. Визначення фіксованої ментальності і ментальності зростання за Двек з інтерв'ю 2012 року:
За фіксованої ментальності студенти довіряють своїм базовим здібностям, своєму розуму, своїм талантам, і взагалі фіксованим рисам. У них є певна кількість кожного, і на цьому все, й тоді їхньою метою стає постійно виглядати розумно і ніколи не виглядати по-дурному. За ментальності зростання студенти розуміють, що їхні таланти і здібності можна розвинути, доклавши зусиль, гарного навчання і наполегливості. Вони не обов'язково вважають, що всі однакові або що будь-хто може стати Ейнштейном, але вони вірять, що кожен може стати розумнішим, якщо попрацює на цим.
Оригінальний текст (англ.)
In a fixed mindset students believe their basic abilities, their intelligence, their talents, are just fixed traits. They have a certain amount and that's that, and then their goal becomes to look smart all the time and never look dumb. In a growth mindset students understand that their talents and abilities can be developed through effort, good teaching and persistence. They don't necessarily think everyone's the same or anyone can be Einstein, but they believe everyone can get smarter if they work at it.
Це важливо, тому що, по-перше, люди з теорією «зростання», найімовірніше, продовжать працювати, незважаючи на невдачі, а, по-друге, теорії людей про інтелект можуть бути порушені тонкими сигналами навколишнього середовища. Наприклад, якщо дітей хвалити фразами на зразок «молодець, ти дуже розумний», то вони будуть набагато більш схильні до розвитку фіксованої ментальності, а якщо хвалити на зразок «хороша робота, ти дуже багато працював», вони, імовірно, розвинуть ментальність зростання. Іншими словами, можна спонукати студентів та студенток, наприклад, не зважати на невдачі, заохочуючи їх думати про навчання певним чином.

## Нагороди та почесні звання
Двек є членом Американської академії мистецтв і наук та Національної Академії наук. Вона отримала нагороду за видатний внесок від Американської психологічної асоціації в 2011 році. 19 вересня 2017 року гонконзький Yidan Prize Foundation назвав Двек однією з двох лауреатів, удостоєних Yidan Prize за дослідження в освіті, зокрема за її роботу про ментальність. Приз включає в себе отримання близько 3,9 млн дол. США, розділених порівну на грошовий приз і проектне фінансування.

## Вибрані публікації
- Heckhausen, J., & Dweck, C. S. (Eds.). (1998). Motivation and self-regulation across the life span. Cambridge: Cambridge University Press.
- Dweck, C. S. (1999). Self-theories: Their role in motivation, personality and development. Philadelphia: Psychology Press.
- Elliot, A. J., & Dweck, C. S. (Eds.). (2005). Handbook of competence and motivation. New York: Guilford.
- Dweck, C. S. (2006). Mindset: The new psychology of success. New York: Random House.
- Dweck, C. S. (2012). Mindset: How you can fulfill your potential. Constable & Robinson Limited.

### Книги українською
- Двек, Керол Налаштуйся на зміни. Нова психологія успіху / пер. з англ. Юлія Кузьменко.  — К.: Наш Формат, 2017. — 296 с. — ISBN 978-617-7513-57-4.